# Ошутьялы III
Ошутьялы III — археологический памятник (поселение) периода финальной бронзы, объект археологического наследия близ деревни Ошутъялы Звениговского района Республики Марий Эл.
Поселение c 2007 года принято на государственную охрану как объект культурного наследия народов Российской Федерации регионального значения.

## География
Памятник археологии расположен к востоку от южной части деревни Ошутъялы, на дюне правого берега реки Юшут. Площадь памятника — 0,3 га. В 600 м к северо-северо-западу от той же деревни располагается поселение Ошутьялы II.

## История изучения
Памятник был открыт в 1990 году отрядом Средневековой экспедиции Марийского государственного университета, расположен в 200 м к юго-западу от деревни Ошутъялы Звениговского района Республики Марий Эл на низком всхолмлении правого берега реки Юшут (правый приток реки Илеть). Полого опускающаяся в пойму, сильно залесенная площадка поселения возвышается на 5 м над руслом реки, протекающей в 80 м к северо-востоку. На поверхности дюны фиксировалась компактная группа из 10 глубоких округлых впадин, оставленных древними постройками.
В 1996 году экспедицией под руководством Б. С. Соловьева в центральной части памятника изучено 268 м². Дневной уровень раскопа, за исключением участков, занятых пересекающей поселение лесной дорогой, представляет собой плотный дерново-подзолистый покров (4—6 см), подстилаемый прослойкой рыхлого серого лесного подзола (5—32 см). Ниже располагался культурный слой — слежавшийся неравномерно окрашенный тёмно-коричневый гумированный песок толщиной до 40 см. В пределах котлованов построек он достигал толщины 60—100 см, выделяясь более насыщенной окраской и обильными зольно-углистыми включениями. Материк состоял из светло-жёлтого песка с неровной верхней границей и многочисленными следами корней.

## Объекты и находки
В раскопе вскрыты остатки четырёх каркасных построек, вытянутых вдоль береговой линии.
В межжилищном пространстве выявлено несколько столбовых ям. Некоторые из них образуют скопления, в частности, 8 ям от столбов небольшого диаметра прослежено в юго-восточном углу раскопа. Возможно, в древности здесь находился навес, примыкавший к постройке 1.
Каменные предметы, собранные на поселении, насчитывают 336 единиц, из которых 312 составляют отщепы, сколы, мелкие чешуйки, аморфные нуклевидные куски, обломки желвачной корки, конкреции речной гальки, обломки гранитно-гнейсовых пород и пр. Немногочисленные орудия невыразительны: обломок наконечника стрелы, 2 ножа на плоских отщепах с небрежно отретушированными лезвиями (в качестве ножей могли использоваться и 2 грубые пластины без следов вторичной обработки), 11 скоблережущих изделий случайных форм с бессистемным расположением рабочего края (в основном отщепы с нерегулярными участками ретуши), 5 терочников, отбойник со следами выбоин.
Керамический материал включает две культурно-хронологические группы сосудов.
К первой относятся около 30 фрагментов от 6 плоскодонных пористых горшков с высокой отогнутой шейкой, слабо раздутым туловом, утолщенным плоским венчиком. Орнамент, нанесенный нарезками, прочерчиванием, оттисками зубчатого штампа, состоит из горизонтальных зон наклонных отрезков, повторяющихся линий и зигзагов, под венчиком обязателен ряд выпуклин-«жемчужин». Ближайшие аналогии встречены на памятниках типа Займище II, III, Ново-Мордово II, III. Судя по условиям залегания, займищенская посуда является более ранней по отношению к постройкам.
Вторая группа керамики, синхронная жилищам, имеет примесь песка, шамота и толченых раковин. Идентифицировано 66 сосудов, из которых 19 представлены хорошо сохранившимися верхними частями. Судя по обломкам от примерно 42 плоских днищ, в основном, данная посуда была плоскодонной.
Выделено несколько устойчивых форм:
- Горшки с плавно отогнутой короткой шейкой и умеренно раздутым, сужающимся к днищу, туловом — 42 экз., из них 1 с высокими выпуклыми, остальные — со сравнительно низкими, округлыми плечиками. У 20 сосудов венчик в виде плоского приостренного воротничка, у 11 — округлый, у 9 — скошенный наружу, у 8 — плоский, у 1 — с валикообразным наплывом.
- Плавно профилированные горшки с цилиндрическим горлом и слабо выпуклыми плечиками — 1 экз. Венчики у них округло-приостренные (1 экз.) или плоские (3 экз.).
- Баночно-чашевидные со слегка прикрытым устьем — 3 экз., из которых один имеет округло-приостренный венчик, два — плоский.
- Из 17 сосудов неопределенной формы, представленных мелкими фрагментами шеек, 13 имеют воротничок, 1 — скошенный наружу бортик.

Орнаментировано 98,8 % сосудов. Наиболее часто применялись различные вдавления: округлые, каплевидные, треугольные, с «рваными» краями, полые трубчатые (ими выполнено 37,2 % всех учтенных мотивов в композициях), нарезки и прочерчивания — 31,3 %, отпечатки длинного и мелкого каплевидного зубчатого штампа — 28,0 %, очень редко — оттиски веревочки или имитирующего её орнамента (0,5 %).
Выделено 32 мотива. Под венчиком ряд круглых ямок (26,4 % от общего числа учтенных мотивов в композициях), иногда в сочетании с каплевидными вдавлениями (7,7 %), встречаются группы из двух, трёх ямок. Часть сосудов орнаментирована лишь этим элементом. Ниже обычны комбинации из чередующихся зон горизонтальных одинарных, двойных или тройных линий (23,2 %), многорядных зигзагов (17,3 %), зон скошенных отрезков (11,4 %), полос косой узкой (3,2 %) и широкой наклонной решётки (1,5 %). Геометрические фигуры: небрежно выполненные горизонтально расположенные штрихованные ромбы (0,7 %), треугольники (2,8 %), в том числе и взаимопроникающие (0,5 %) и близкие им «флажки» (0,8 %) сравнительно редки, также как горизонтальные ёлочки (0,9 %) и вертикальные зигзаги (0,4 %). Наиболее разнообразно украшены горшковидные ёмкости первого типа, наименее — баночно-чашевидные.
Рассматриваемый комплекс идентичен поволжским атабаевским приказанской культуры типа Карташиха I, Атабаево и др., датируемым последней четвертью II тысячелетия до н. э. Значительное сходство он обнаруживает с «воротничковыми» плоскодонными материалами позднего бронзового века Нижнего Прикамья.
Неожиданно выглядят результаты проведенного доктором биологических наук А. Г. Петренко видового определения костей из построек Ошутьяльского III поселения. Диагностированы лишь дикие виды: 3 особи лося в возрасте трёх-пяти лет и 1 особь медведя; домашних животных, обычных на памятниках эпохи поздней бронзы Волго-Камья, нет.